# Yadhira Carrillo
Yadhira Carrillo Villalobos (ur. 12 maja 1972 w Aguascalientes) – meksykańska aktorka występująca w telenowelach.

## Kariera
Swoją karierę rozpoczęła w 1994 r., kiedy to została wybrana miss miasta Aguascalientes. Później uczestniczyła w wyborach miss Meksyku i zajęła II miejsce. W CEA Televisa studiowała aktorstwo. W 1994 r. dostała swoją pierwszą rolę w telenoweli. Od tego momentu wystąpiła w wielu filmach tego typu.

## Życie prywatne
Jest najmłodsza z rodzeństwa rodziny Carrillo. Ma sześcioro rodzeństwa (dwóch braci i cztery siostry): Oralia, Noemí, Saúl, Rubén, Belén i Aída.
Rozwiedziona z ekonomistą Michelem Kuhnem. 31 marca 2012 roku w Colegio de Las Vizcaínas w Meksyku poślubiła Juana Collado.

## Filmografia
- 2007 – Palabra de mujer jako Susana
- 2005 – Barrera de Amor jako María Teresa 'Maité' Galván
- 2004 – Cena marzeń (Rubi) jako Elena Navarro
- 2004 – Grzesznica (Amarte es mi Pecado) jako Leonora 'Nora' Guzmán Madrigal de Orta
- 2002 – La Otra jako Carlota Guillen / Cordelia Portugal
- 2001 – El Secreto jako Lydia
- 2001 – Navidad sin fin jako Toñita
- 2000 – Cena miłości (El Precio de tu amor) jako Sandra Rangel
- 2000 – La Casa en la playajako Georgina Castro
- 1999 – Más allá de la usurpadora jako Raquel
- 1999 – Posłaniec szczęścia (El Niño que vino del mar) jako Magdalena de la Soledad / Sol / Morena/Lena
- 1998 – Paulina (La Usurpadora)
- 1998–1999 – Cristina (El Privilegio de amar) jako María José
- 1997 – María Isabel jako Josefina
- 1996 – Te Sigo Amando jako Teresa